# Artur Kozłowski
Artur Kozłowski (né le 19 janvier 1985) est un marathonien polonais.

## Palmarès
Entre 2008 et 2016, Artur Kozłowski glane 7 titres nationaux:
- 5 km en 2009, 2013 et 2015
- 10 km en 2012 et 2014
- Semi-marathon en 2008
- Marathon en 2016

## Records
| Épreuve       | Performance     | Lieu   | Date          |
| ------------- | --------------- | ------ | ------------- |
| Semi-marathon | 1 h 03 min 36 s |        | 2009          |
| Marathon      | 2 h 10 min 58 s | Vienne | 15 avril 2012 |